# Robustaurila
Robustaurila is een geslacht van kreeftachtigen uit de klasse van de Ostracoda (mosselkreeftjes).

## Soorten
- Robustaurila assimilis (Kajiyama, 1913) Yajima, 1982
- Robustaurila ishizakii (Okubo, 1980) Yajima, Hanai & Ikeya, 1986
- Robustaurila jollaensis (Leroy, 1943) Cronin et al., 1983 †
- Robustaurila kianohybrida (Hu, 1982)
- Robustaurila similis
- Robustaurila splendideornata